# Kos (ptič)
Kós (znanstveno ime Turdus merula) je ptica pevka, zelo pogosta v Evropi in Sloveniji. Je evropski predstavnik družine drozgov (Turdidae). Gnezdi v Evropi, zahodni Aziji in Severni Afriki, v Avstraliji in Novi Zelandiji pa se šteje za tujerodno vrsto. Na območjih kjer je razširjen obstaja več podvrst, nekatere nekdanje azijske podvrste pa danes pogosto obravnavajo kot ločene vrste. Odvisno od zemljepisne širine, je kos lahko stalno prisoten, delna selivka ali popolnoma selivka.
Prvotno je bil gozdni ptič, vendar je danes običajen prebivalec vrtov. Še vedno sicer naseljuje tudi gozdove in okolico kmečkih naselij.

## Telesne značilnosti
Kos ima videz drozga in je velikosti od 24–27 cm, razpon kril je od 34–38 cm. V povprečju tehtajo od 80 do 125 g. Samec je črn s tankim in srednje dolgim kljunom rumene barve. Ima srednje dolgi in raven rep ter srednje dolge noge črne barve. Rumena sta tudi očesna kolobarja. Samica pa je rjavkasta, spodnji del spremenljive barve, od sivorjave ali rjavo marogaste barve in ima rjavkast kljun.
Podobna vrsta je komatar.

## Gnezdenje
Kosi gnezdijo najrajši na drevju, grmu ali zgradbi, v času od meseca marca do maja in imajo 2-3 zarode, odvisno od temperature okolja. Gnezdo ima obliko skodelice, ki ga samica splete iz posušenih bilk, ki jim glede na razpoložljiv material lahko doda tudi niti volne, dlake in celo ostanke polivinilastih vrečk ter ga učvrsti z blatom. Pri tem ji pomaga tudi samec. V njem pa je po navadi od 4-5 jajc, ki so olivne do drap barve ter rdečo pikčasta. V povprečju merijo 28 mm v dolžino in 22 mm v širino. Mladiči se valijo 11-17 dni in so gnezdomci ter puhasti. Poletijo v 12 do 19 dneh; družine se nato razdeli in vsak od staršev hrani določene mladiče.

## Življenjski prostor in navade
V Evropi so kosi na splošno razširjene ptice. Severne in severovzhodne populacije se selijo. Populacijo kosov ocenjujejo na 37 do 55 milijonov parov po Evropi, od tega je približno 4.400.000 osebkov v Veliki Britaniji in 1.800.000 v Irski. V času selitve se  na ti dve območji preseli tudi do 20.000.000 osebkov. Slovensko populacijo ocenjujejo na 200.000 do 300.000 osebkov poleti in 100.000 do 250.000 osebkov pozimi. V Sloveniji je kos prisoten celo leto. Pozimi se jih nekaj preseli s severa in so med najopaznejšimi pticami v naseljih. Z območja Slovenije se v toplejše kraje selijo le mlade ptice, medtem ko starejše ostanejo doma. Takrat se število kosov močno poveča v naseljih, predvsem v klimatsko ugodnejšem zahodnem in obalnem pasu, kjer ga najdemo tudi v trstičjih, ki jih prerašča grmovje. Iz gozdov, kjer gnezdijo, pa izginejo.
Vrsta je zelo prilagodljiva, zato dobro uspeva v bližini človeka - po vrtovih, v parkih, sadovnjakih živih mejah in celo na pokopališčih in solinah. Zelo pogost je tudi v gozdovih in goljavah. Obstaja tudi možnost ponovne ogroženosti v prihodnosti.
Kosi se oglašajo ob parjenju z žvrgolenjem ob času parjenja na izpostavljenih mestih, kot so vrhovi dreves ali televizijske antene, sicer pa glasno in rezko žlobudrajo ob preplahu.  Petje doseže višek, ko samec utrdi svoje območje in se spari. Podobno kot kosi pojejo še cararji, cikovti in komatarji. Kosi branijo svoje poletno območje, ki je velikosti ½-1 ha; pozimi ga popolnoma zapustijo. So zelo družabne ptice, saj se včasih pojavijo v skupinah do 15 osebkov. Aktivni so predvsem podnevi, redkeje pa tudi ponoči.

### Prehrana
Kosi se v glavnem prehranjujejo z žuželkami, črvi, deževniki in drugimi drobnimi nevretenčarji. V ribnikih na vrtu lovijo tudi paglavce in celo majhne ribice. Od poznega poletja pa do zgodnje zime išče sadje in jagode, vključno s češminom, kovačnikom in panešpljo. V času gnezdenja so pomembna hrana gosenice, vendar teh na vrtovih pogosto primanjkuje, zato imajo mladiči na jedilniku predvsem deževnike in odrasle žuželke.
Kosi iščejo hrano po tleh, pri tem kljun uporabljajo za preobračanje listja, hranijo pa se tudi na drevju in v grmovju. Včasih kos ukrade hrano drugim ptičem: izmakne na primer velikega polža, potem ko mu je cikovt že razbil hišico.
Kadar kos lovi hrano na trati, dvigne glavo in jo povesi na stran, potem pa skoči naprej in izvleče deževnika iz zemlje. Tak položaj mu verjetno omogoča, da sliši premike pod površjem, ali pa mu pomaga, da določi natančno mesto, kjer bo pogledal deževnik iz zemlje.

## Kos v popularni kulturi
Črni kos je pogosto opevan v ljudskih pesmih, najbolj znan posnemovalec njegovega petja pa je v umetni glasbi francoski skladatelj Olivier Messiaen. Črnega kosa oponaša v skladbah Katalog ptičev in Kvartet za konec časov.

## Galerija
- Samec poskuša privabiti pozornost samca navadne postovke, ki se je preveč približal gnezdu.
- Samica kosa
- Mladiči v gnezdu
- Samec zapušča gnezdo, medtem ko samica pregleduje jajca.
- Samec sredi petja
- Delni albin
- Jajca v gnezdu